# Dione (geslacht)
Dione is een geslacht van vlinders van de familie van de Nymphalidae, uit de onderfamilie van de Heliconiinae. De wetenschappelijke naam en de beschrijving van dit geslacht zijn voor het eerst gepubliceerd in 1819 door Jacob Hübner.
De soorten van dit geslacht komen voor in het zuiden van de Verenigde Staten, Midden-Amerika en Zuid-Amerika.

## Soorten
- Dione moneta Hübner, 1825
- Dione glycera (C. & R. Felder, 1861)
- Dione juno (Cramer, 1779)